# Noël Foré

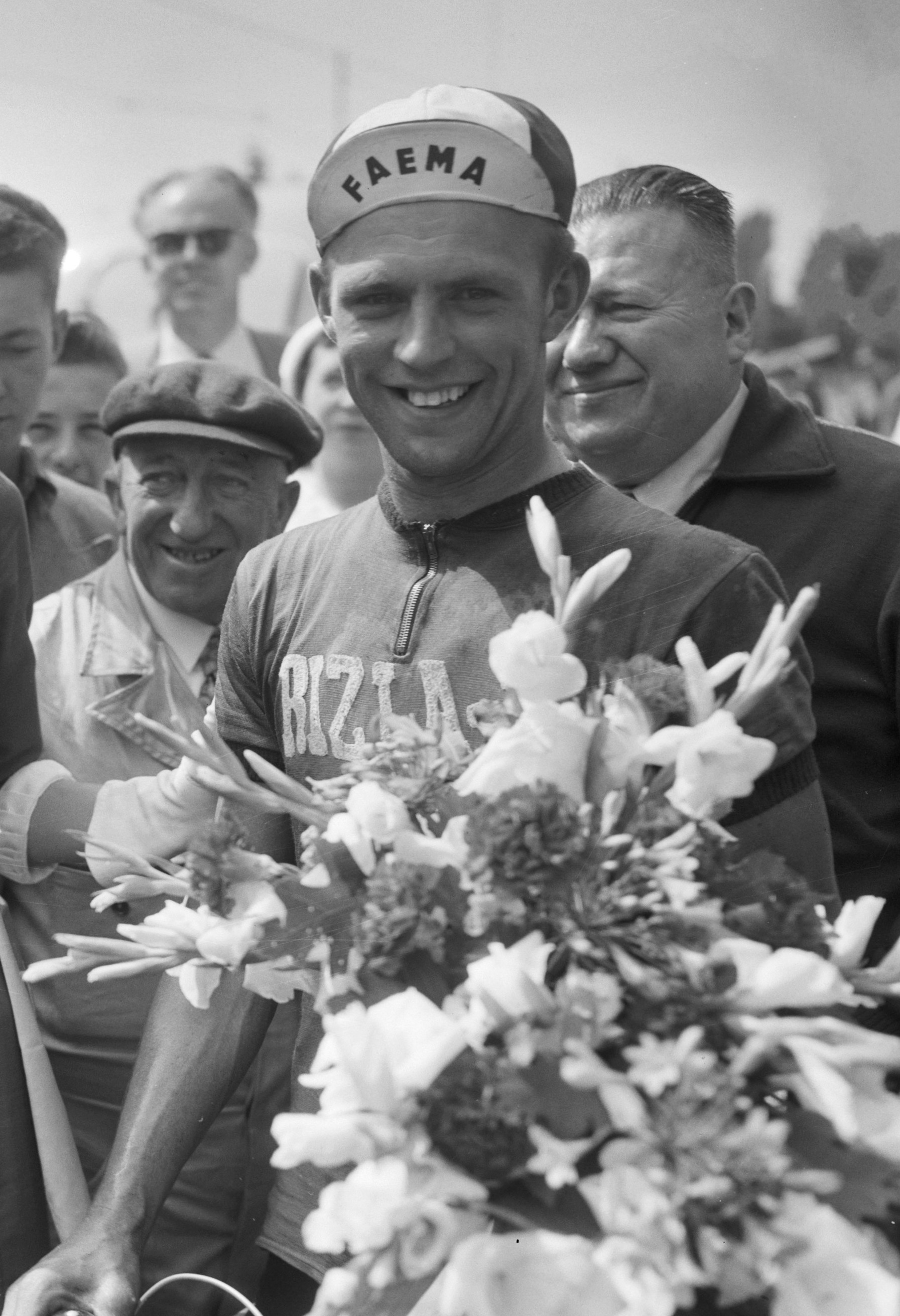
Noël Foré, 1956

Noël Foré (* 23. Dezember 1932 in Adegem; † 16. Februar 1992 in Gent) war ein belgischer Radrennfahrer.
Noël Foré war Rad-Profi von 1956 bis 1968 und konnte mehrere große Einzelerfolge verbuchen; zweimal konnte er ein „Monument des Radsports“ gewinnen. 1958 siegte er bei Gent–Wevelgem sowie bei der Belgien-Rundfahrt, die er 1962 nochmals für sich entschied. 1959 wurde er Dritter der Straßen-WM. 1963 gewann er Kuurne–Brüssel–Kuurne sowie die Flandern-Rundfahrt, 1967 Rund um Köln. Ebenfalls 1967 belegte er bei der Flandern-Rundfahrt den zweiten Platz. Am 25. Dezember 1968 wurde er im Rahmen einer Radsportgala im Sportpalast von Gent vom Radsport verabschiedet. Auf der Bahn gewann er 1964 das Sechstagerennen von Antwerpen.
Nach dem Ende seiner aktiven Radsport-Laufbahn war Foré, der für seine minutiösen Trainingsmethoden und Rennvorbereitung bekannt war, für die „Bloso“ (Agentschap voor de Bevordering van de Lichamelijke Ontwikkeling, de Sport en de Openluchtrecreatie) tätig.
In Gent wird jährlich das Bahnradsportkriterium „Memorial Noël Foré“ für den Nachwuchs im Rahmen des Sechstagerennens ausgetragen.